# 1156 Kira
1156 Kira este un asteroid din centura principală, descoperit pe 22 februarie 1928, de Karl Reinmuth.